# Marcelo Guimarães
Marcelo Guimarães (Itapemirim, 25 de junho de 1983) é um lutador brasileiro de MMA, atualmente compete nos Meio-médios do Ultimate Fighting Championship.

## Carreira no MMA

### Ultimate Fighting Championship
Guimarães fez sua estreia no UFC contra Dan Stittgen em 11 de julho de 2012, no UFC on Fuel TV: Muñoz vs. Weidman. Venceu por Decisão Dividida.
Guimarães era esperado para fazer sua próxima luta em 10 de novembro de 2012 no UFC on Fuel TV: Franklin vs. Le contra Hyun Gyu Lim. Porém foi forçado a se retirar devido a lesão e foi substituído por David Mitchell.
Sua luta contra Lim foi remarcada para 3 de março de 2013, no UFC on Fuel TV: Silva vs. Stann,  e Guimarães perdeu por Nocaute no segundo round.
Guimarães era esperado para enfrentar Keith Winsiewski em 4 de setembro de 2013 no UFC Fight Night: Teixeira vs. Bader, mas Lesionou o cotovelo durante os treinos, e foi substituído pelo estreante Ivan Jorge.
Guimarães enfrentou Andy Enz em 28 de junho de 2014 no UFC Fight Night: Swanson vs. Stephens, em sua volta aos médios. Magrão venceu a luta por decisão dividida.

## Cartel no MMA
| Cartel no MMA   |            |            |
| 12 lutas        | 9 vitórias | 2 derrotas |
| Por nocaute     | 1          | 2          |
| Por finalização | 2          | 0          |
| Por decisão     | 6          | 0          |
| Empates         | 1          | 1          |

| Res.    | Cartel | Oponente          | Método                                          | Evento                                | Data       | Round | Tempo | Local                | Notas                                         |
| ------- | ------ | ----------------- | ----------------------------------------------- | ------------------------------------- | ---------- | ----- | ----- | -------------------- | --------------------------------------------- |
| Derrota | 9-2-1  | Vitor Miranda     | Nocaute Técnico (Cotoveladas e Chute na Cabeça) | UFC 196: McGregor vs. Diaz            | 05/03/2016 | 2     | 1:09  | Las Vegas, Nevada    |                                               |
| Vitória | 9-1-1  | Andy Enz          | Decisão (dividida)                              | UFC Fight Night: Swanson vs. Stephens | 28/06/2014 | 3     | 5:00  | San Antonio, Texas   | Voltou aos Médios.                            |
| Derrota | 8–1–1  | Hyun Gyu Lim      | Nocaute (joelhada)                              | UFC on Fuel TV: Silva vs. Stann       | 03/03/2013 | 2     | 4:00  | Saitama              |                                               |
| Vitória | 8–0–1  | Dan Stittgen      | Decisão (dividida)                              | UFC on Fuel TV: Muñoz vs. Weidman     | 11/07/2012 | 3     | 5:00  | San Jose, California | Estréia no UFC; Luta nos Meio Médios,         |
| Vitória | 7–0–1  | Lucas Rota        | Finalização (mata-leão)                         | Jungle Fight 31                       | 20/08/2011 | 2     | 3:07  | Itu                  | Ganhou o Cinturão Peso Médio do Jungle Fight. |
| Vitória | 6–0–1  | Ildemar Marajó    | Decisão (unânime)                               | Jungle Fight 28                       | 21/05/2011 | 3     | 5:00  | Rio de Janeiro       |                                               |
| Vitória | 5–0–1  | Paulo Rodrigues   | Decisão (unânime)                               | Jungle Fight 25                       | 19/02/2011 | 3     | 5:00  | Vila Velha           |                                               |
| Vitória | 4–0–1  | Erik Becker       | Nocaute Técnico (socos)                         | Jungle Fight 22                       | 18/09/2010 | 2     | 4:12  | São Paulo            |                                               |
| Vitória | 3–0–1  | Ivan Galaz        | Finalização (mata-leão)                         | Jungle Fight 20                       | 22/05/2010 | 1     | 1:35  | São Paulo            |                                               |
| Vitória | 2–0–1  | Gilmar de Andrade | Decisão (unânime)                               | Jungle Fight 17                       | 27/02/2010 | 3     | 5:00  | Vila Velha           |                                               |
| Empate  | 1–0–1  | Gilmar de Andrade | Empate                                          | Vila Velha Fight Combat               | 10/01/2010 | 3     | 5:00  | Vila Velha           |                                               |
| Vitória | 1–0    | Willians Santos   | Decisão (divida)                                | MMA: Kombat Espirito Santo            | 25/11/2006 | 3     | 5:00  | Vila Velha           |                                               |